# Notre-Dame-des-Laves

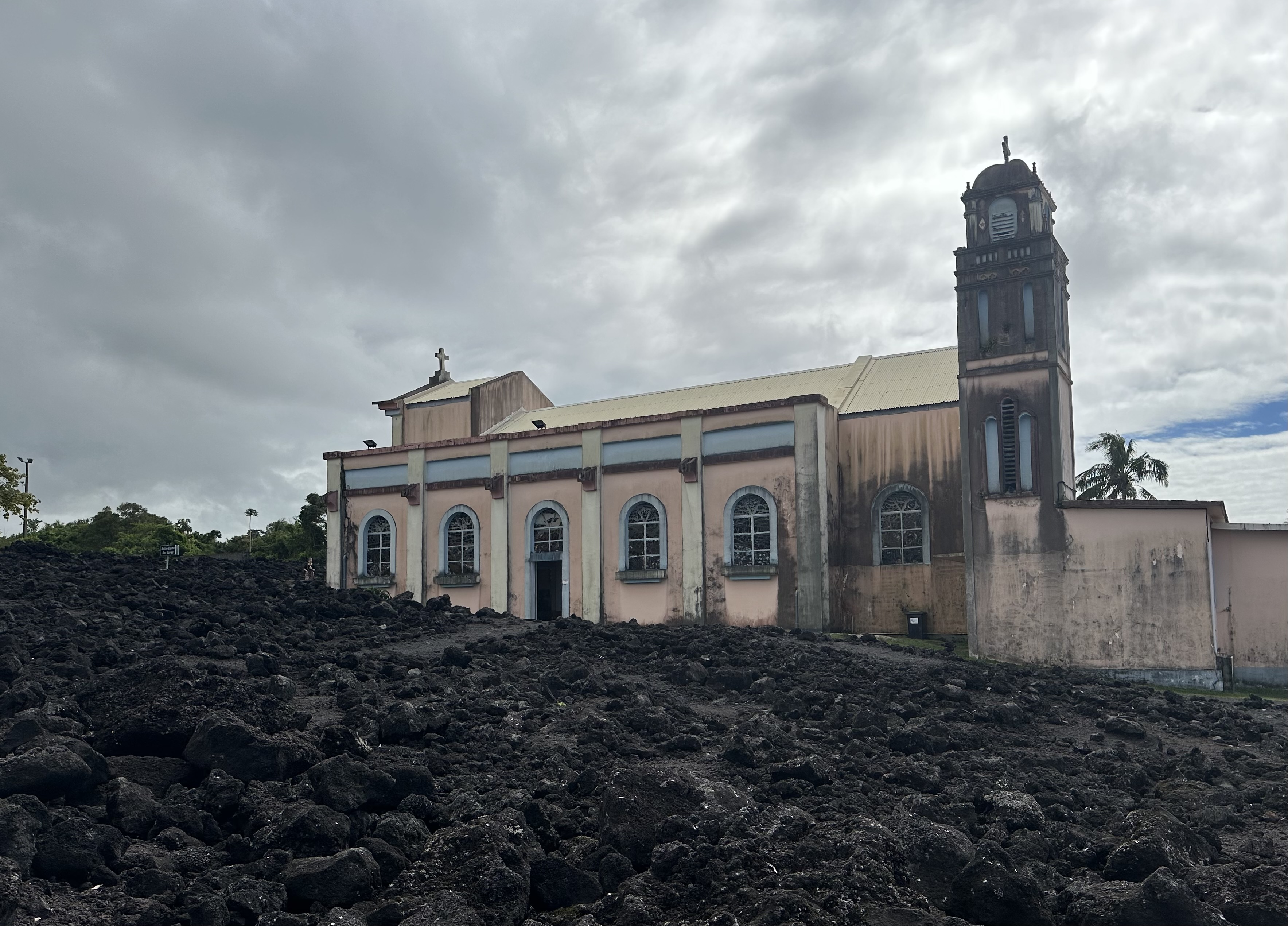
Notre-Dame-des-Laves, Südseite, 2024

Notre-Dame-des-Laves ist eine römisch-katholische Kirche in Sainte-Rose auf Réunion. Sie wurde überregional bekannt, als nach einem Vulkanausbruch 1977 ein Lavastrom in der Kirche anhielt und das Gebäude erhalten blieb.

## Lage
Die Kirche befindet sich im Ortszentrum von Piton Sainte-Rose, auf der Ostseite der Route nationale 2. Südlich verläuft die Straße Chemin de L’Eglise. Das Kirchengebäude markiert den Beginn der touristischen Straße Route des Laves. Gegenüber der Kirche befindet sich das an die Zerstörungen erinnernde Denkmal La Métisse 77.

## Geschichte und Architektur
Erbaut wurde die Kirche im Jahr 1927 als L’Enfant Jésus de Prague im Stil des Art déco. Andere Angaben nennen als Zeitpunkt der Errichtung einer ersten Kapelle das Jahr 1932 und als Zeitpunkt der Weihe auf L’Enfant Jésus de Prague 1958. Da sie sich für die Zahl der Gemeindemitglieder als zu klein erwies, wurde sie 1935 erweitert. In der Nacht vom 26. auf den 27. Januar 1948 wurde die Kirche durch einen Zyklon zerstört, 1952 dann jedoch wieder aufgebaut, wobei die Außengestaltung beibehalten wurde.

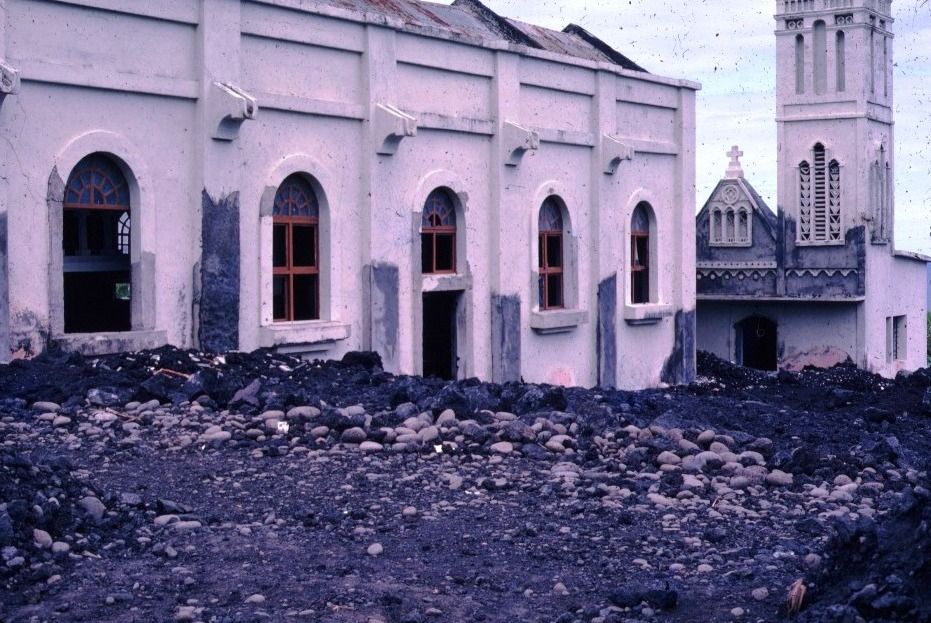
1978

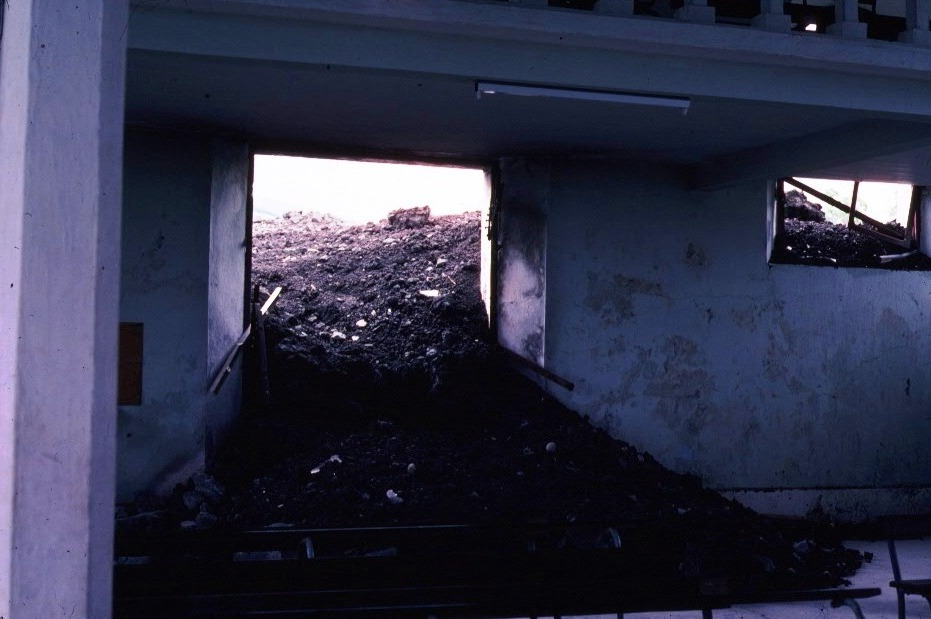
Eingedrungene Lava, Aufnahme 1978

Beim Ausbruch des Vulkans Piton de la Fournaise im Jahr 1977 bildete sich ein Lavastrom, der auch durch Piton Sainte-Rose floss, hier jedoch am 8. April 1977, am Osterwochenende, beim Erreichen der Kirche zum Stehen kam. Die Lava drang zwar etwa vier bis fünf Meter in das Kirchenschiff ein, floss jedoch nicht weiter, so dass die Kirche erhalten blieb. Die Buntglasfenster der Kirche zersprangen unter der Hitze, auch der Boden und einige Kirchenbänke nahmen Schaden. Später wurde die Lava aus dem Schiff wieder entfernt. Die Eingangsstufen, die aufgrund des nun veränderten Geländeniveaus zur Kirche hinabführen, wurden aus dem anstehenden Lavagestein geschlagen. Im Umfeld der Kirche blieb die erkaltete Lava bestehen, so dass sich die bedrohliche Situation aus dem April 1977 nachvollziehen lässt. Ein weiterer Lavastrom floss an der Kirche vorbei und mündete letztlich in den östlich gelegenen Indischen Ozean.
Trotz auch möglicher rationaler Erklärungen für den Stopp des Lavaflusses wird das Verschonen der Kirche in einer religiösen Betrachtung als auf wundersame Weise durch göttliches Handeln bewirkt angesehen. In der Folgezeit erhielt die Kirche auf Initiative von Bischof Gilbert Aubry und Pater Eugène Willer ihren heutigen Namen.
Die zerstörten Fenster wurden durch 15 von Guy Lefèvre geschaffene Buntglasfenster ersetzt. Lefèvre schuf auch die Fresken am Giebel und im Chor. Das erste Fresko stellt die Jungfrau Marie, das zweite Christus, einen Sturm beruhigend, dar. Die neue Kirchendecke schuf der Architekt Jean Albany.
In der Kirche befindet sich auch die Statue der Jungfrau mit dem Sonnenschirm.